# 大猪笼草
大猪笼草是一种广布于苏拉威西、新几内亚和摩鹿加群岛的热带食虫植物。其也可能存在于沃沃尼島。
大猪笼草被归入“大猪笼草系”中，其中还包括博世猪笼草（N. boschiana）、陈氏猪笼草（N. chaniana）、附生猪笼草（N. epiphytica）、艾玛猪笼草、法萨猪笼草（N. faizaliana）、暗色猪笼草（N. fusca）、扎克里豬籠草（N. zakriana ）、N. dactylifera 、克洛斯猪笼草（N. klossii）、宽唇猪笼草（N. platychila）、窄叶猪笼草（N. stenophylla）、柔毛豬籠草(N. mollis) 和佛氏猪笼草（N. vogelii）。
常见于苏拉威西的某些变型常具有明显波浪状的叶片。个别极端个体的叶片翼即使下延至下部整个节间，但其仍可能呈高度波浪状。这种波浪状的叶片是由于叶缘细胞生长造成的，由于其叶片质薄，从而导致其叶片呈波浪状以降低其应力势能。
虽然柯蒂斯猪笼草（N. curtisii）为该物种的异名，但其也被用于指代其他许多栽培种。

## 形态特征
大猪笼草捕虫笼的形态特征多变。捕虫笼可为纯绿色或带斑点，少数斑点众多，几乎为黑色。不同变型的唇也存在差异，产自新几内亚的变型其唇较宽。

## 种下类群
- Nepenthes maxima f. undulata Sh.Kurata (1985)
- Nepenthes maxima var. glabrata Becc. in sched. nom.nud.
- Nepenthes maxima var. lowii (Hook.f.) Becc. (1886) [=N. stenophylla]
- Nepenthes maxima var. minor Macf. (1917)
- Nepenthes maxima var. sumatrana (Miq.) Becc. (1886) [=N. sumatrana]
- Nepenthes maxima var. superba (Hort.Veitch ex Marshall) Veitch (1897)

2009年，一种产自婆娑湖的栽培品种被命名为婆娑湖大猪笼草（Nepenthes maxima‘Lake Poso’），也就是当前园艺市场上广为流通的“迷你大猪笼草”。

## 自然杂交种
- ? N. eymae × N. maxima[4]
- N. glabrata × N. maxima[4]
- N. klossii × N. maxima[10]
- N. maxima × N. neoguineensis[4]
- N. maxima × N. tentaculata[11]

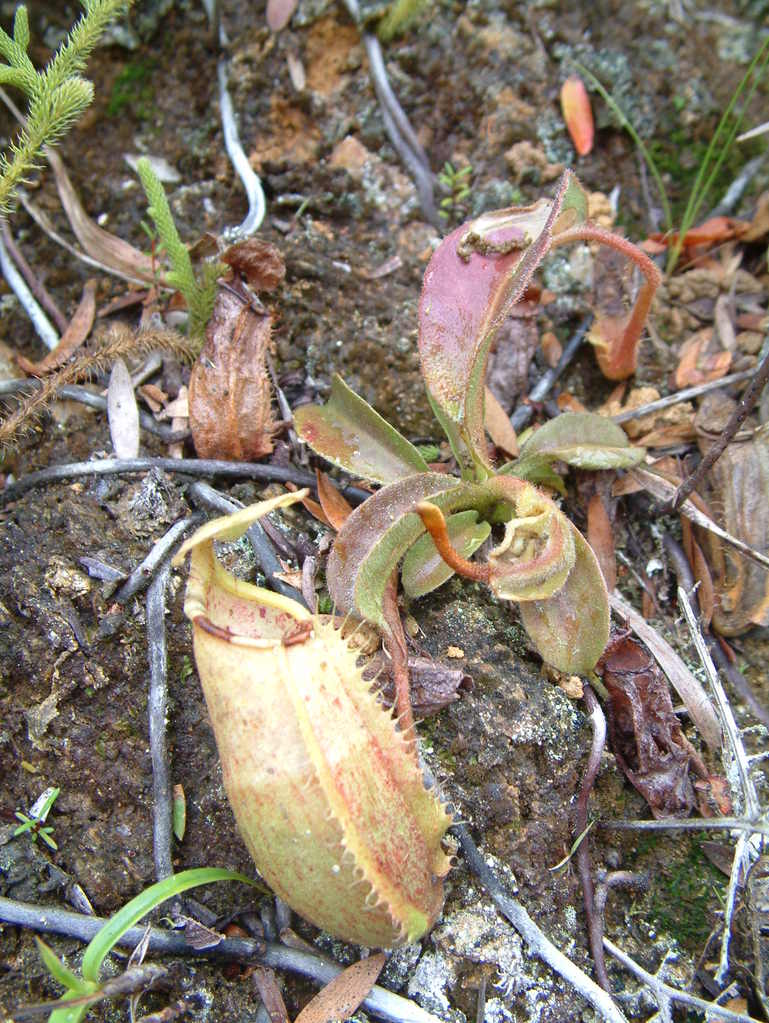
无毛猪笼草与大猪笼草的疑似自然杂交种
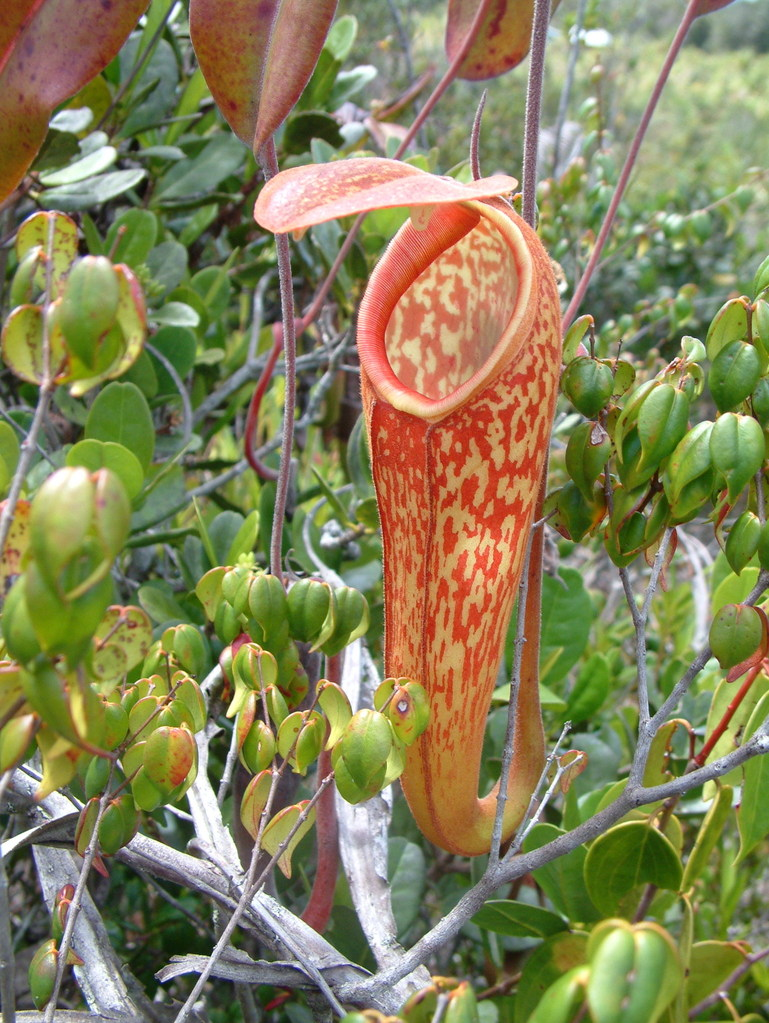
克洛斯猪笼草与大猪笼草的自然杂交种
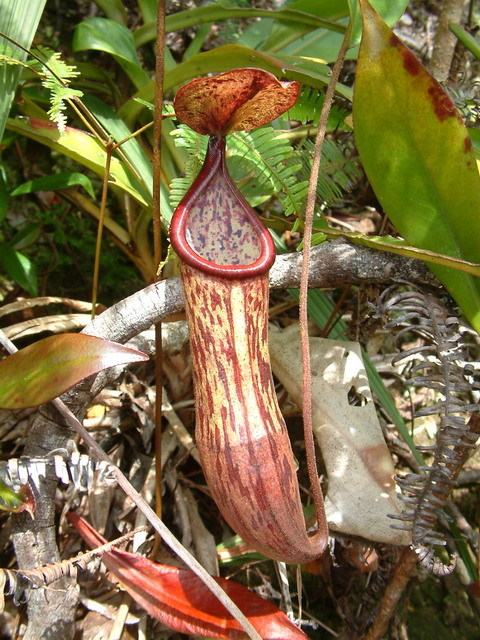
大猪笼草与新几内亚猪笼草的自然杂交种

## 扩展阅读
- Nepenthes maxima from Celebes go international
- 食虫植物照片搜寻引擎中大猪笼草的照片（页面存档备份，存于）

 维基共享资源上的相關多媒體資源：马普鲁山猪笼草
 維基物種上的相關：马普鲁山猪笼草